# Tomimaru Ōkuni
Pour les articles homonymes, voir Okuni (homonymie).
Tomimaru Ōkuni (大国富丸, Ōkuni Tomimaru), né à Shirataka en 1931, est un astronome amateur japonais. D'après le Centre des planètes mineures, il a découvert 130 astéroïdes entre 1995 et 2000.
L'astéroïde (7769) Okuni porte son nom.

## Astéroïdes découverts
| (7039) Yamagata        | 14 avril 1996     |
| (8220) Nanyou          | 13 mai 1996       |
| (8418) Mogamigawa      | 10 novembre 1996  |
| (8723) Azumayama       | 23 septembre 1996 |
| (8730) Iidesan         | 10 novembre 1996  |
| (8747) Asahi           | 24 mars 1998      |
| (8922) Kumanodake      | 10 novembre 1996  |
| (8937) Gassan          | 13 janvier 1997   |
| (9110) Choukai         | 13 janvier 1997   |
| (9128) Takatumuzi      | 30 avril 1998     |
| (9990) Niiyaeki        | 30 septembre 1997 |
| (10405) Yoshiaki       | 19 novembre 1997  |
| (10583) Kanetugu       | 21 novembre 1995  |
| (10864) Yamagatashi    | 31 août 1995      |
| (10886) Mitsuroohba    | 10 novembre 1996  |
| (11119) Taro           | 9 août 1996       |
| (11623) Kagekatu       | 8 octobre 1996    |
| (11752) Masatakesagai  | 23 juillet 1999   |
| (12003) Hideosugai     | 20 mars 1996      |
| (12400) Katumaru       | 28 juillet 1995   |
| (12439) Okasaki        | 15 février 1996   |
| (12445) Sirataka       | 24 avril 1996     |
| (12478) Suzukiseiji    | 7 mars 1997       |
| (12788) Shigeno        | 22 septembre 1995 |
| (12793) Hosinokokai    | 30 octobre 1995   |
| (13146) Yuriko         | 20 février 1995   |
| (13199) 1997 EW25      | 3 mars 1997       |
| (13220) Kashiwagura    | 1er juillet 1997  |
| (13222) Ichikawakazuo  | 27 juillet 1997   |
| (13224) Takamatsuda    | 27 juillet 1997   |
| (13235) Isiguroyuki    | 30 avril 1998     |
| (13365) Tenzinyama     | 26 octobre 1998   |
| (13624) Abeosamu       | 17 octobre 1995   |
| (13678) Shimada        | 6 juillet 1997    |
| (13679) Shinanogawa    | 29 juillet 1997   |
| (13686) Kongozan       | 30 août 1997      |
| (13787) Nagaishi       | 26 octobre 1998   |
| (14046) Keikai         | 17 novembre 1995  |
| (14515) Koichisato     | 21 avril 1996     |
| (14551) Itagaki        | 22 octobre 1997   |
| (14962) Masanoriabe    | 9 octobre 1996    |
| (14963) Toshikazu      | 11 octobre 1996   |
| (15028) Soushiyou      | 26 octobre 1998   |
| (15387) Hanazukayama   | 30 septembre 1997 |
| (15840) Hiroshiendou   | 31 mai 1995       |
| (15906) Yoshikaneda    | 30 septembre 1997 |
| (16261) Iidemachi      | 4 mai 2000        |
| (16725) Toudono        | 15 février 1996   |
| (16736) Tongariyama    | 13 mai 1996       |
| (16764) 1996 TV14      | 9 octobre 1996    |
| (17629) Koichisuzuki   | 21 avril 1996     |
| (17645) Inarimori      | 9 octobre 1996    |
| (17685) 1997 AJ19      | 13 janvier 1997   |
| (17948) 1999 JQ15      | 12 mai 1999       |
| (18461) Seiichikanno   | 17 août 1995      |
| (18818) Yasuhiko       | 21 juin 1999      |
| (18840) Yoshioba       | 8 août 1999       |
| (19392) Oyamada        | 22 février 1998   |
| (19707) Tokunai        | 8 octobre 1999    |
| (20107) Nanyotenmondai | 28 août 1995      |
| (20115) Niheihajime    | 12 novembre 1995  |
| (20204) Yuudurunosato  | 1er mars 1997     |
| (21275) Tosiyasu       | 23 septembre 1996 |
| (21368) Shiodayama     | 6 juin 1997       |
| (21460) Ryozo          | 30 avril 1998     |

| (22490) Zigamiyama      | 11 avril 1997     |
| (23727) Akihasan        | 30 avril 1998     |
| (24910) Haruoando       | 14 février 1997   |
| (24940) Sankichiyama    | 1er mai 1997      |
| (24965) Akayu           | 19 novembre 1997  |
| (26319) Miyauchi        | 26 octobre 1998   |
| (26919) Shoichimiyata   | 3 septembre 1996  |
| (27879) Shibata         | 15 février 1996   |
| (27955) Yasumasa        | 24 août 1997      |
| (29355) Siratakayama    | 28 août 1995      |
| (29362) Azumakofuzi     | 15 février 1996   |
| (29373) Hamanowa        | 14 avril 1996     |
| (29394) Hirokohamanowa  | 12 juillet 1996   |
| (29404) Hikarusato      | 9 octobre 1996    |
| (29450) Tomohiroohno    | 28 août 1997      |
| (29905) Kunitaka        | 21 avril 1999     |
| (31105) Oguniyamagata   | 27 juillet 1997   |
| (31152) Daishinsai      | 29 octobre 1997   |
| (32969) Motohikosato    | 6 août 1996       |
| (33056) Ogunimachi      | 29 octobre 1997   |
| (33553) Nagai           | 11 mai 1999       |
| (35265) Takeosaitou     | 12 juillet 1996   |
| (35274) Kenziarino      | 7 septembre 1996  |
| (37720) Kawanishi       | 23 septembre 1996 |
| (39655) Muneharuasada   | 17 octobre 1995   |
| (39679) Nukuhiyama      | 19 juillet 1996   |
| (39686) Takeshihara     | 9 août 1996       |
| (39726) Hideyukitezuka  | 10 novembre 1996  |
| (40774) Iwaigame        | 11 octobre 1999   |
| (43889) Osawatakaomi    | 17 août 1995      |
| (43908) Hiraku          | 21 novembre 1995  |
| (43931) Yoshimi         | 9 août 1996       |
| (43998) Nanyoshino      | 28 août 1997      |
| (44011) Juubichi        | 29 octobre 1997   |
| (44013) Iidetenmondai   | 1er novembre 1997 |
| (46689) Hakuryuko       | 13 janvier 1997   |
| (46727) Hidekimatsuyama | 30 septembre 1997 |
| (46796) Mamigasakigawa  | 19 mai 1998       |
| (48607) Yamagatatemodai | 20 février 1995   |
| (48624) Sadayuki        | 4 août 1995       |
| (48756) 1997 GO28       | 11 avril 1997     |
| (48807) Takahata        | 22 octobre 1997   |
| (54288) Daikikawasaki   | 4 mai 2000        |
| (58569) Eboshiyamakouen | 28 août 1997      |
| (58600) Iwamuroonsen    | 5 octobre 1997    |
| (58618) 1997 UU21       | 29 octobre 1997   |
| (65784) Naderayama      | 20 octobre 1995   |
| (65869) 1997 SP17       | 30 septembre 1997 |
| (69496) Zaoryuzan       | 13 janvier 1997   |
| (73819) Isaootuki       | 16 novembre 1995  |
| (73857) Hitaneichi      | 16 novembre 1996  |
| (85388) 1996 PU9        | 11 août 1996      |
| (85400) Shiratakachu    | 8 octobre 1996    |
| (85401) Yamatenclub     | 9 octobre 1996    |
| (90838) 1995 WD7        | 21 novembre 1995  |
| (90953) Hideosaitou     | 7 novembre 1997   |
| (96348) Toshiyukimariko | 7 octobre 1997    |
| (100433) Hyakusyuko     | 24 mai 1996       |
| (100463) 1996 TU14      | 9 octobre 1996    |
| (129541) 1996 PQ9       | 9 août 1996       |
| (129544) 1996 RE24      | 7 septembre 1996  |
| (129550) Fukuten        | 9 octobre 1996    |
| (129596) 1997 VR1       | 2 novembre 1997   |
| (175710) 1996 SK7       | 23 septembre 1996 |
| (356982) 1996 RG24      | 7 septembre 1996  |